# Переписна область №12 (Манітоба)
Переписна область №12 (англ. Division No. 12) — переписна область в Канаді, у провінції Манітоба.

## Населення
За даними перепису 2016 року, переписна область нараховувала 23683 жителів, показавши зростання на 8,5%, порівняно з 2011-м роком. Середня густина населення становила 12,7 осіб/км².
З офіційних мов обидвома одночасно володіли 1 920 жителів, тільки англійською — 21 495, тільки французькою — 5, а 95 — жодною з них. Усього 2,215 осіб вважали рідною мовою не одну з офіційних, з них 10 — одну з корінних мов, а 280 — українську.
Працездатне населення становило 69,6% усього населення, рівень безробіття — 4,9% (5,9% серед чоловіків та 3,7% серед жінок). 85,3% були найманими працівниками, 13,9% — самозайнятими.
Середній дохід на особу становив $49 822 (медіана $41 367), при цьому для чоловіків — $59 018, а для жінок $40 374 (медіани — $50 598 та $32 830 відповідно).
30,1% мешканців мали закінчену шкільну освіту, не мали закінченої шкільної освіти — 19,1%, 50,8% мали післяшкільну освіту, з яких 29,3% мали диплом бакалавра, або вищий, 30 осіб мали вчений ступінь.
| Статево-вікова структура населення | Статево-вікова структура населення | Статево-вікова структура населення | Статево-вікова структура населення | Статево-вікова структура населення |
| ---------------------------------- | ---------------------------------- | ---------------------------------- | ---------------------------------- | ---------------------------------- |
|                                    |                                    |                                    |                                    |                                    |
| Всього                             | Всього                             | 50,8%49,2%                         |                                    |                                    |
| 0 — 14 років                       | 0 — 14 років                       |                                    | 18,3%                              | 18,3%                              |
| 15 — 64 років                      | 15 — 64 років                      |                                    | 66,1%                              | 66,1%                              |
| 65 і більше                        | 65 і більше                        |                                    | 15,5%                              | 15,5%                              |
| 85 і більше                        | 85 і більше                        |                                    | 1,5%                               | 1,5%                               |
| 100 і більше                       | 100 і більше                       |                                    | 0%                                 | 0%                                 |
| Середній вік (років)               | Середній вік (років)               | 40,141,0                           | 40,6                               | 40,6                               |
| Медіана (років)                    | Медіана (років)                    | 42,042,7                           | 42,3                               | 42,3                               |
| — чоловіки — жінки                 |                                    |                                    |                                    |                                    |

| Походження мешканців:     | Походження мешканців:     | Походження мешканців: | Походження мешканців: | Походження мешканців: |
| ------------------------- | ------------------------- | --------------------- | --------------------- | --------------------- |
| Походження                |                           |                       | осіб                  | %                     |
| Корінні американці        | Корінні американці        |                       | 2 790                 | 11.99%                |
| Інше північноамериканське | Інше північноамериканське |                       | 5 390                 | 23.17%                |
| Європейське               | Європейське               |                       | 20 470                | 87.99%                |
| британське                | британське                |                       | 9 695                 | 41.67%                |
| французьке                | французьке                |                       | 3 355                 | 14.42%                |
| українське                | українське                |                       | 6 260                 | 26.91%                |
| Карибське                 | Карибське                 |                       | 120                   | 0.52%                 |
| Латинськоамериканське     | Латинськоамериканське     |                       | 175                   | 0.75%                 |
| Африканське               | Африканське               |                       | 70                    | 0.3%                  |
| Азійське                  | Азійське                  |                       | 435                   | 1.87%                 |
| Океанійське               | Океанійське               |                       | 25                    | 0.11%                 |

| Зайнятість населення за галузями (за класифікацією NOC): | Зайнятість населення за галузями (за класифікацією NOC): | Зайнятість населення за галузями (за класифікацією NOC): | Зайнятість населення за галузями (за класифікацією NOC): | Зайнятість населення за галузями (за класифікацією NOC): |
| -------------------------------------------------------- | -------------------------------------------------------- | -------------------------------------------------------- | -------------------------------------------------------- | -------------------------------------------------------- |
|                                                          |                                                          |                                                          |                                                          |                                                          |
| Управління                                               | Управління                                               |                                                          | 14,2%                                                    | 14,2%                                                    |
| Бізнес, фінанси та адміністрування                       | Бізнес, фінанси та адміністрування                       |                                                          | 14,9%                                                    | 14,9%                                                    |
| Природничі та прикладні науки                            | Природничі та прикладні науки                            |                                                          | 4,7%                                                     | 4,7%                                                     |
| Охорона здоров'я                                         | Охорона здоров'я                                         |                                                          | 7,8%                                                     | 7,8%                                                     |
| Освіта, правозахист, муніципальні та урядові служби      | Освіта, правозахист, муніципальні та урядові служби      |                                                          | 12,3%                                                    | 12,3%                                                    |
| Мистецтво, культура, відпочинок та спорт                 | Мистецтво, культура, відпочинок та спорт                 |                                                          | 1,6%                                                     | 1,6%                                                     |
| Роздрібна торгівля та послуги                            | Роздрібна торгівля та послуги                            |                                                          | 15,7%                                                    | 15,7%                                                    |
| Гуртова торгівля, транспорт та обладнання                | Гуртова торгівля, транспорт та обладнання                |                                                          | 23,2%                                                    | 23,2%                                                    |
| Природні ресурси, сільське господарство                  | Природні ресурси, сільське господарство                  |                                                          | 2,4%                                                     | 2,4%                                                     |
| Виробництво                                              | Виробництво                                              |                                                          | 3,3%                                                     | 3,3%                                                     |

## Населені пункти
До переписної області входять містечко Бозежур, муніципалітети Спрінґфілд, Броукенгед, а також хутори, інші малі населені пункти та розосереджені поселення.

## Клімат
Середня річна температура становить 2,2°C, середня максимальна – 23,2°C, а середня мінімальна – -25,3°C. Середня річна кількість опадів – 577 мм.
| Клімат поселення                              | Клімат поселення | Клімат поселення | Клімат поселення | Клімат поселення | Клімат поселення | Клімат поселення | Клімат поселення | Клімат поселення | Клімат поселення | Клімат поселення | Клімат поселення | Клімат поселення | Клімат поселення |
| Показник                                      | Січ.             | Лют.             | Бер.             | Квіт.            | Трав.            | Черв.            | Лип.             | Серп.            | Вер.             | Жовт.            | Лист.            | Груд.            |                  |
| Середній максимум, °C                         | −12,58           | −8,42            | −0,84            | 9,40             | 17,72            | 23,09            | 23,22            | 22,28            | 16,53            | 9,52             | −0,4             | −10,52           |                  |
| Середня температура, °C                       | −18,92           | −14,77           | −7,18            | 3,10             | 11,40            | 16,73            | 19,15            | 18,20            | 12,50            | 5,48             | −4,5             | −14,6            |                  |
| Середній мінімум, °C                          | −25,27           | −21,09           | −13,52           | −3,29            | 5,05             | 10,40            | 15,09            | 14,10            | 8,39             | 1,39             | −8,56            | −18,68           |                  |
| Норма опадів, мм                              | 24               | 15               | 24               | 30               | 61               | 92               | 90               | 77               | 63               | 46               | 29               | 26               |                  |
| Середньомісячна швидкість вітру, м/с          | 3.61             | 3.60             | 3.80             | 3.93             | 4.00             | 3.70             | 3.40             | 3.50             | 3.90             | 4.15             | 4.02             | 3.70             |                  |
| Середньомісячна сонячна радіація, кДж/м²·день | 4288             | 7728             | 12491            | 17121            | 19959            | 21057            | 21410            | 18112            | 12435            | 7323             | 4131             | 3137             |                  |
| --------------------------------------------- | ---------------- | ---------------- | ---------------- | ---------------- | ---------------- | ---------------- | ---------------- | ---------------- | ---------------- | ---------------- | ---------------- | ---------------- | ---------------- |
| Джерело:                                      |                  |                  |                  |                  |                  |                  |                  |                  |                  |                  |                  |                  |                  |